# Zandvoort (Walcheren)

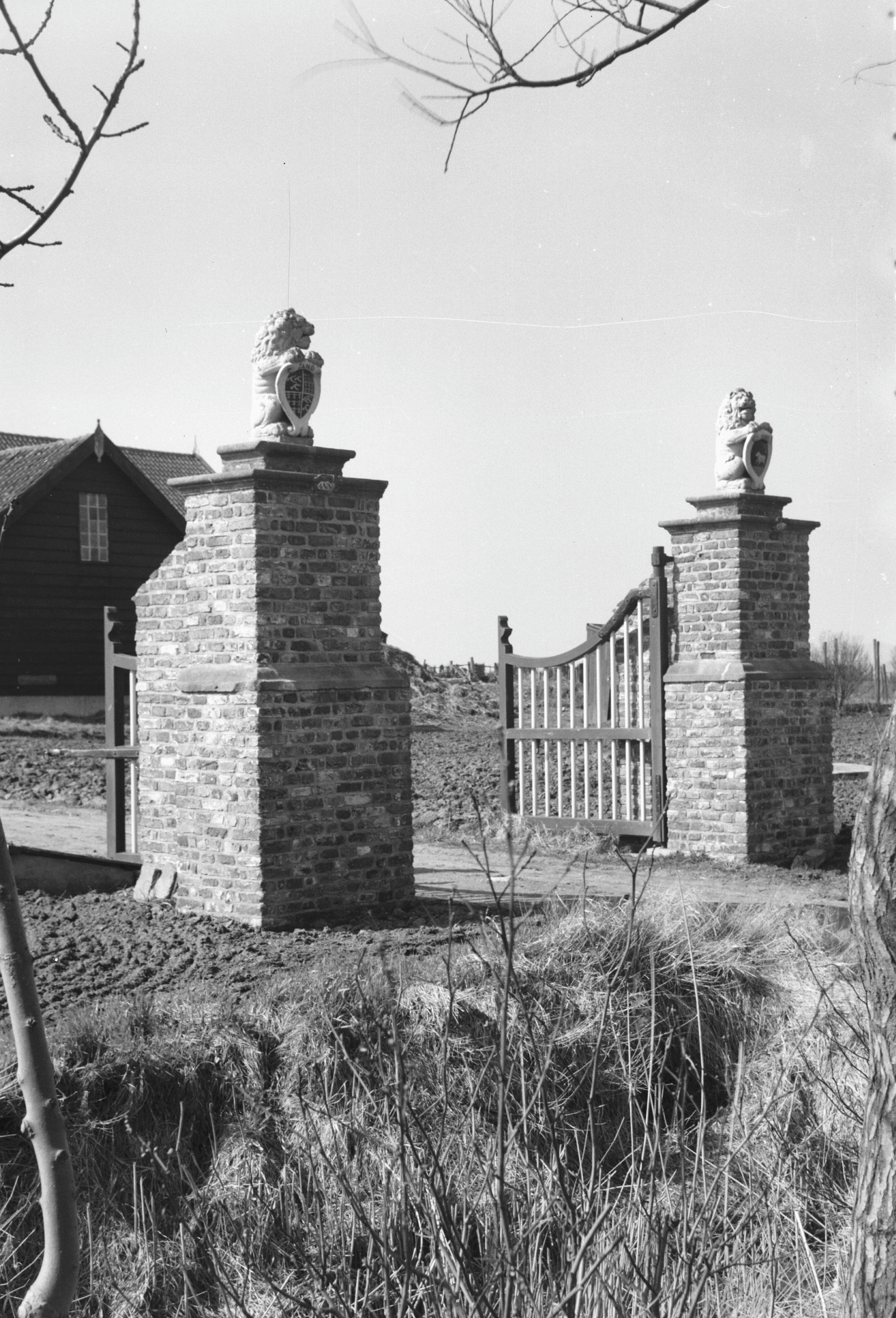
De toegangspoort naar hof Zandvoort.

Zandvoort (Zandvoorde) is een voormalig ambachtsheerlijkheid op het schiereiland Walcheren, gelegen ten zuiden van Buttinge, ten oosten van Hoogelande en ten westen van Middelburg. De heerlijkheid werd vroeg met die van Buttinge verenigd. Aan het einde van de 13e eeuw werd er een commanderij gevestigd van de Duitse Orde, die in 1317 werd verplaatst naar Middelburg. Een latere hofstede die op het terrein stond, werd in de 17e eeuw verbouwd tot buitenplaats. Deze werd in 1678 verkocht waarna het in gebruik is geweest als boerenhofstede.

## Duitse Orde 1271-1317
Het gebied Zandvoort is gesitueerd op een zandige kreekrug die vanaf de huidige Walcherseweg in zuidelijke richting loopt. Het gebied vormde zeer waarschijnlijk aanvankelijk een afzonderlijke heerlijkheid, maar werd al vroeg samengevoegd met de heerlijkheid van Buttinge, dat in 1249 een parochiedorp was.
Vanaf 1248 verkreeg de Duitse Orde, die in Utrecht sinds 1230 een zetel had, enkele bezittingen op Walcheren, waaronder land in de parochiën Brigdamme, Buttinge en Noordmonster. Na een schenking van tien gemeten land in Buttinge in 1268 door de plaatselijke schout Hugo en zijn vrouw Berta, bezat de Orde 51 gemeten land op Walcheren. Op 26 februari 1271 werden door graaf Floris V de privileges verleend voor de bouw van een commanderij op de gronden bij Zandvoort. De bouw werd kort hierna aangevangen, en het bestaan van een in gebruik zijnde huis wordt voor het eerst bevestigd in 1273. In 1284 verkreeg de commanderij het patronaatsrecht van de Noordmonsterkerk te Middelburg. Als eerste commandeur werd Jan van Popkensburg aangesteld, na zijn terugkeer naar Utrecht werd Bartout Radinc aangesteld. In 1317 werd de commanderij verplaatst naar Middelburg, op een plaats tegenover de Noordmonsterkerk waar later het Van de Perrehuis is gebouwd.

## Latere geschiedenis

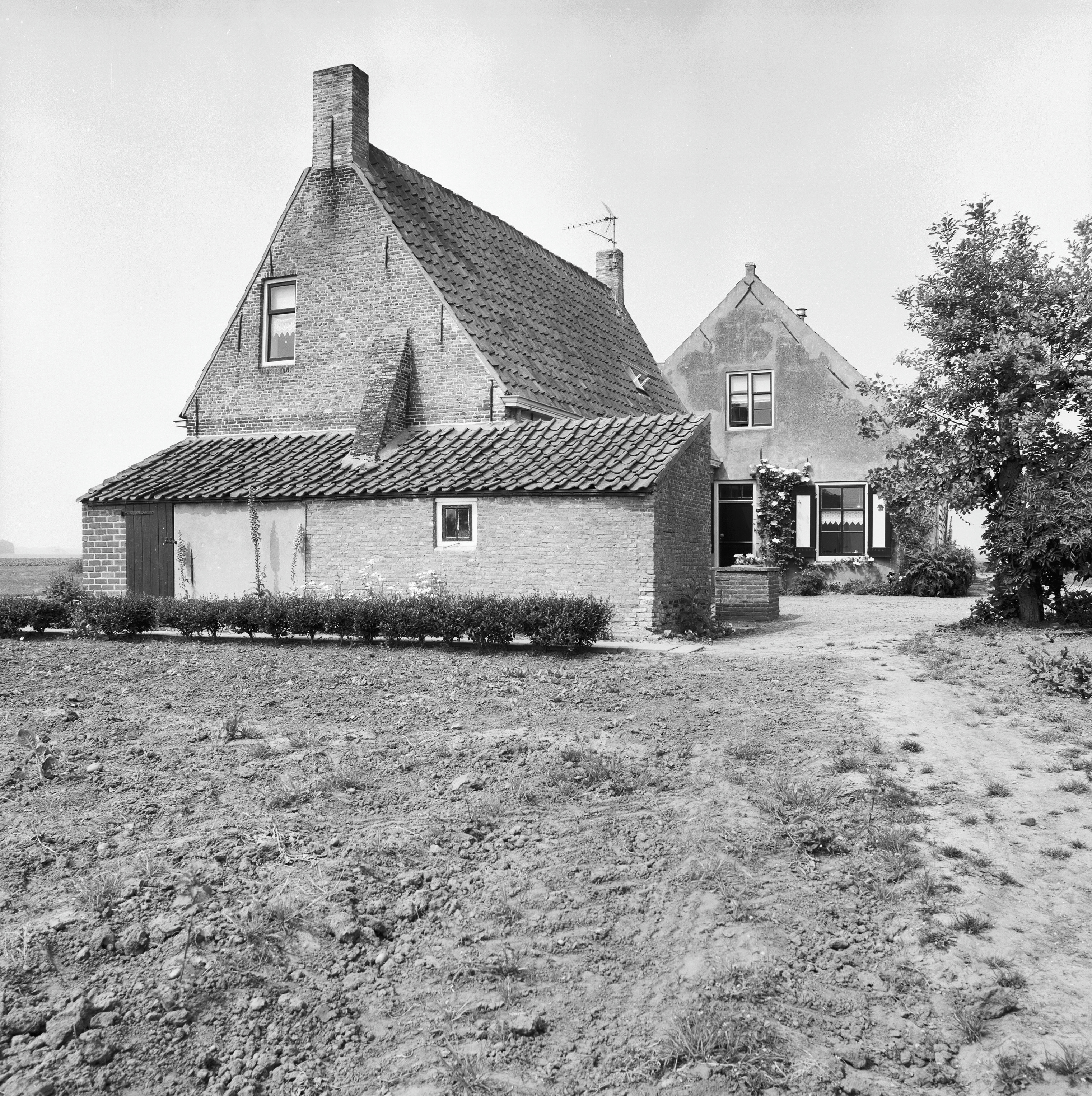
De linker zijgevels van hof Zandvoort in 1984.

Voor 1566 werd 'Het huys in Duytschenheerenlant' gekocht door Willeboort Adriaensz. Ter Stoepe (overleden rond 1581). Of deze hofstede de oudere commanderij betrof ofwel een later opgetrokken gebouw op dezelfde plaats is onduidelijk. De hofstede werd geërfd door zijn zoon Adriaen Willeboortsz. Ter Stoepe (overleden voor 28 juni 1592). Hierna ging de hofstede weer over naar zijn zoon, Willeboort Adriaens Willeboorts Ter Stoepe (overleden 10 juni 1619). Na zijn dood werd de hofstede geërfd door zijn oudste zoon, Adriaan Willeboorts (1607-1660). Hij liet in 1654 de hofstede verbouwen tot buitenplaats en liet op de poort de wapens van Willeboorts en Lampsins aanbrengen. Maria Lampsins (overleden 1664) was zijn toenmalige vrouw.
Adriaan Willeboorts had geen kinderen zodat zijn broer Cornelis (overleden 1675) de helft van de buitenplaats erfde onder last van Fideï-Commis, wat betekende dat hij dit deel mocht gebruiken, maar niet verkopen. Doordat hij een schuld achterliet na zijn dood werden zijn erfgenamen in 1678 ontheft van het Fideï-Commis zodat de buitenplaats verkocht kon worden om de schuld te betalen.
Op de plaats van de voormalige buitenplaats staat nu een boerderij. Deze boerderij is een rijksmonument en gelegen aan Walcherseweg 245. Onder lokale bevolking is de boerderij, naast de officiële naam Zandvoort, ook bekend als De twee leeuwtjes, naar de twee leeuwen bij het toegangshek. In april 1980 werd begonnen met een restauratie van het gebouw.